# Copa Brasil de Voleibol Feminino de 2025
A Copa Brasil de Voleibol Feminino de 2025 oficialmente Copa Brasil Bet7K de 2025 por questões de patrocínio, será a décima quarta edição desta competição organizada pela Confederação Brasileira de Voleibol através da Unidade de Competições Nacionais. Participam do torneio oito equipes, de acordo com a posição delas no primeiro turno da Superliga Brasileira A 2024-25, com vaga para a  Supercopa Brasileira de Voleibol de 2025 e Campeonato Sul-Americano de Clubes de 2026.A primeira fase acontecerá entre os dias 16 e 17 janeiro de 2025 com mando de jogo dos times com melhores índices técnicos no turno supracitado. As semifinais e a grande final,  novamente terá como sede a cidade de São José, nos dias 8 e 9 de fevereiro.

## Regulamento
Classificaram-se para a disputa da Copa Brasil de 2025 as oito melhores equipes do primeiro turno da fase classificatória da Superliga Série A 2024-25. O torneio será disputado em sistema de eliminatória simples, em jogos únicos, dividido em três fases: quartas-de-final, semifinais e final.
Nas quartas-de-final, os confrontos serão baseados na posição de cada participante da tabela da referida Superliga Brasileira A, conforme a seguir: 1º x 8º,  2º x 7º , 3º x 6º  e  4º x 5º  os vitoriosos destas partidas passarão às semifinais, a partida semifinal será entre o Vencedor (1º x 8º) x Vencedor (4º x 5º) e na outra partida da referida fase teremos o Vencedor (2º x 7º) x Vencedor (3º x 6º), definindo assim os dois finalistas. Os jogos da quartas-de-final terão como mandantes os quatro melhores times da Superliga Brasileira A, e as semifinais e a final serão realizadas no Arena Multiuso, São José (SC).
A  classificação  de  5º  a  8º  será de  acordo  com  o  índice  técnico  da  fase classificatória. A  classificação  de  3º  e  4º  será  definida  de  acordo  com  o índice técnico da Fase Classificatória, dentre os perdedores participantes da semifinal.

## Participantes
| Equipe                     | Cidade         | Ginásio                 | Capacidade | Posição na temporada 2024/25 |
| -------------------------- | -------------- | ----------------------- | ---------- | ---------------------------- |
| Dentil Praia Clube         | Uberlândia     | Ginásio UTC             | 2 200      | 1º                           |
| Osasco São Cristovão Saúde | Osasco         | José Liberatti          | 4 500      | 2º                           |
| Gerdau Minas               | Belo Horizonte | Arena Minas Tênis Clube | 3 650      | 3º                           |
| Sesi/Vôlei Bauru           | Bauru          | Ginásio Paulo Skaf      | 5 000      | 4º                           |
| Sesc-RJ Flamengo           | Rio de Janeiro | Tijuca Tênis Clube      | 3 000      | 5º                           |
| Fluminense                 | Rio de Janeiro | Ginásio do Hebraica     | 1 000      | 6º                           |
| Batavo Mackenzie           | Belo Horizonte | Ginásio do Mackenzie    | 900        | 8º                           |
| Unilife Maringá            | Maringá        | Ginásio Chico Neto      | 4 800      | 8º                           |

Posições e confrontos definidos em 22 de dezembro de 2024

## Resultados
|  | Quartas-de-final | Quartas-de-final           | Quartas-de-final |                            |                  | Semifinais                 | Semifinais | Semifinais |  |  | Final | Final            | Final |
|  |                  |                            |                  |                            |                  |                            |            |            |  |  |       |                  |       |
|  | 1º               | Dentil Praia Clube         | 3                |                            |                  |                            |            |            |  |  |       |                  |       |
|  | 8º               | Unilife Maringá            | 2                |                            |                  |                            |            |            |  |  |       |                  |       |
|  | 8º               | Unilife Maringá            | 2                |                            | 1º               | Dentil Praia Clube         | 1          |            |  |  |       |                  |       |
|  |                  |                            |                  |                            | 1º               | Dentil Praia Clube         | 1          |            |  |  |       |                  |       |
|  |                  | 4º                         | Sesi/Vôlei Bauru | 3                          |                  |                            |            |            |  |  |       |                  |       |
|  | 4º               | 4º                         | Sesi/Vôlei Bauru | 3                          | Sesi/Vôlei Bauru | 3                          |            |            |  |  |       |                  |       |
|  | 4º               |                            |                  |                            | Sesi/Vôlei Bauru | 3                          |            |            |  |  |       |                  |       |
|  | 5º               | Sesc RJ Flamengo           | 2                |                            |                  |                            |            |            |  |  |       |                  |       |
|  |                  |                            |                  |                            |                  |                            |            |            |  |  | 4     | Sesi/Vôlei Bauru | 1     |
|  |                  |                            | 2                | Osasco São Cristóvão Saúde | 3                |                            |            |            |  |  |       |                  |       |
|  | 2º               | Osasco São Cristóvão Saúde | 3                |                            |                  |                            |            |            |  |  |       |                  |       |
|  | 7º               | Batavo Mackenzie           | 0                |                            |                  |                            |            |            |  |  |       |                  |       |
|  | 7º               | Batavo Mackenzie           | 0                |                            | 2º               | Osasco São Cristóvão Saúde | 3          |            |  |  |       |                  |       |
|  |                  |                            |                  |                            | 2º               | Osasco São Cristóvão Saúde | 3          |            |  |  |       |                  |       |
|  |                  | 3º                         | Gerdau Minas     | 2                          |                  |                            |            |            |  |  |       |                  |       |
|  | 3º               | 3º                         | Gerdau Minas     | 2                          | Gerdau Minas     | 3                          |            |            |  |  |       |                  |       |
|  | 3º               |                            |                  |                            | Gerdau Minas     | 3                          |            |            |  |  |       |                  |       |
|  | 6º               | Fluminense                 | 2                |                            |                  |                            |            |            |  |  |       |                  |       |

## Quartas de final
A tabela oficial dos jogos foi divulgada em 28 de dezembro de 2024 pela CBV
Resultados
| 16 de janeiro de 2025 18:00 Relatório | Sesi/Vôlei Bauru | 3 — 2                         | Sesc RJ Flamengo | Ginásio Paulo Skaf , Bauru Árbitro(s): Nota RS Sílvio Cardozo da Silveira SP Guilherme Janicelli da Silva SP Marcello Gomes Paixão (AV) |
| 16 de janeiro de 2025 18:00 Relatório | 25 17 15         | Set 1 Set 2 Set 3 Set 4 Set 5 | 19 20 27 25 9    | Ginásio Paulo Skaf , Bauru Árbitro(s): Nota RS Sílvio Cardozo da Silveira SP Guilherme Janicelli da Silva SP Marcello Gomes Paixão (AV) |

| 16 de janeiro de 2025 21:00 Relatório | Gerdau Minas   | 3 — 2                         | Fluminense    | Arena UniBH, Belo Horizonte Árbitro(s): Nota SP Rafael de Souza Lino MG Luiz Henrique Coutinho de Oliveira MG Rildo Narcizo (AV) |
| 16 de janeiro de 2025 21:00 Relatório | 21 25 20 25 15 | Set 1 Set 2 Set 3 Set 4 Set 5 | 25 21 25 19 6 | Arena UniBH, Belo Horizonte Árbitro(s): Nota SP Rafael de Souza Lino MG Luiz Henrique Coutinho de Oliveira MG Rildo Narcizo (AV) |

| 17 de janeiro de 2025 18:00 Relatório | Dentil Praia Clube | 3 — 2                         | Unilife Maringá | Ginásio UTC, Uberlândia Árbitro(s): Nota RJ Pedro Ivo Pinheiro Bianchini MG Renato Ferreira Diniz MG Jeferson David Almeida (AV) |
| 17 de janeiro de 2025 18:00 Relatório | 25 22 20 15        | Set 1 Set 2 Set 3 Set 4 Set 5 | 12 19 25 12     | Ginásio UTC, Uberlândia Árbitro(s): Nota RJ Pedro Ivo Pinheiro Bianchini MG Renato Ferreira Diniz MG Jeferson David Almeida (AV) |

| 17 de janeiro de 2025 21:00 Relatório | Osasco São Cristóvão Saúde | 3 — 0             | Batavo Mackenzie | Ginásio Professor José Liberatti, Osasco Árbitro(s): Nota DF George Hideyuki Kuroki Júnior SP Felipe de Paula Rosa Medeiros SP Daniel Toledo (AV) |
| 17 de janeiro de 2025 21:00 Relatório | 25                         | Set 1 Set 2 Set 3 | 20               | Ginásio Professor José Liberatti, Osasco Árbitro(s): Nota DF George Hideyuki Kuroki Júnior SP Felipe de Paula Rosa Medeiros SP Daniel Toledo (AV) |

## Semifinal
Resultados
| 8 de fevereiro de 2025 18:00 [ Relatório] | Dentil Praia Clube | 1 —3                    | Sesi/Vôlei Bauru | Arena Multiuso, São José Árbitro(s): Nota SC Patrick Bernard Basso SC Helton Pereira Carvalho SC Carlos Eduardo Silva (AV) |
| 8 de fevereiro de 2025 18:00 [ Relatório] | 19 17 25 23        | Set 1 Set 2 Set 3 Set 4 | 25 20 25         | Arena Multiuso, São José Árbitro(s): Nota SC Patrick Bernard Basso SC Helton Pereira Carvalho SC Carlos Eduardo Silva (AV) |

| 8 de fevereiro de 2025 21:00 [ Relatório] | Osasco São Cristóvão Saúde | 3 — 2                         | Gerdau Minas | Arena Multiuso, São José Árbitro(s): Nota SC Paulo Luís Beal SC Carlos Eduardo Silva SC Helton Pereira Carvalho (AV) |
| 8 de fevereiro de 2025 21:00 [ Relatório] | 25 17 22 15                | Set 1 Set 2 Set 3 Set 4 Set 5 | 18 22 25 13  | Arena Multiuso, São José Árbitro(s): Nota SC Paulo Luís Beal SC Carlos Eduardo Silva SC Helton Pereira Carvalho (AV) |

## Final
Resultado
| 9 de fevereiro de 2025 18:00 [ Relatório] | Sesi/Vôlei Bauru | 1 — 3                   | Osasco São Cristóvão Saúde | Arena Multiuso, São José Árbitro(s): Nota SC Patrick Bernard Basso SC Paulo Luís Beal SC Carlos Eduardo Silva (AV) |
| 9 de fevereiro de 2025 18:00 [ Relatório] | 25 24            | Set 1 Set 2 Set 3 Set 4 | 27 16 27 26                | Arena Multiuso, São José Árbitro(s): Nota SC Patrick Bernard Basso SC Paulo Luís Beal SC Carlos Eduardo Silva (AV) |

## Classificação final
| Posição | Equipe           |
| ------- | ---------------- |
|         |                  |
|         |                  |
|         |                  |
| 4º      |                  |
| 5º      | Sesc RJ Flamengo |
| 6º      | Fluminense       |
| 7º      | Unilife Maringá  |
| 8º      | Batavo Mackenzie |

| Copa Brasil de Voleibol Feminino de 2025    |
| ------------------------------------------- |
| 2025 Osasco São Cristóvão Saúde (4º título) |